# معين أباد (نائين)
معين‌ أباد هي قرية في مقاطعة نائين، إيران. عدد سكان هذه القرية هو 18 في سنة 2006.